# Лоне Дрошер-Нільсен
Лоне Дрешер-Нільсен (нар. 1964) — данська захисниця дикої природи, засновниця проекту з реінтродукції орангутанів у Калімантані, Борнео, Індонезія. 

## Ранні роки
Лоне народилася і виросла в Обюбро, Данія. Вперше побачила орангутангів у 14-річному віці у зоопарку в Ольборг, де була волонтером. Пізніше, коли працювала стюардесою для Скандинавських авіаліній, протягом місяця брала участь у волонтерському проекті на індонезійському острові Борнео, знову мала контакт з орангутангами. З 1996 до 2010 років Дрешер-Нільсен жила на Борнео, щоб допомогти врятувати орангутангів Борнео від вимирання, адже природне середовище винищується лісозаготівлею та розчисткою лісів під плантації олійних пальм. 

## Nyaru Menteng

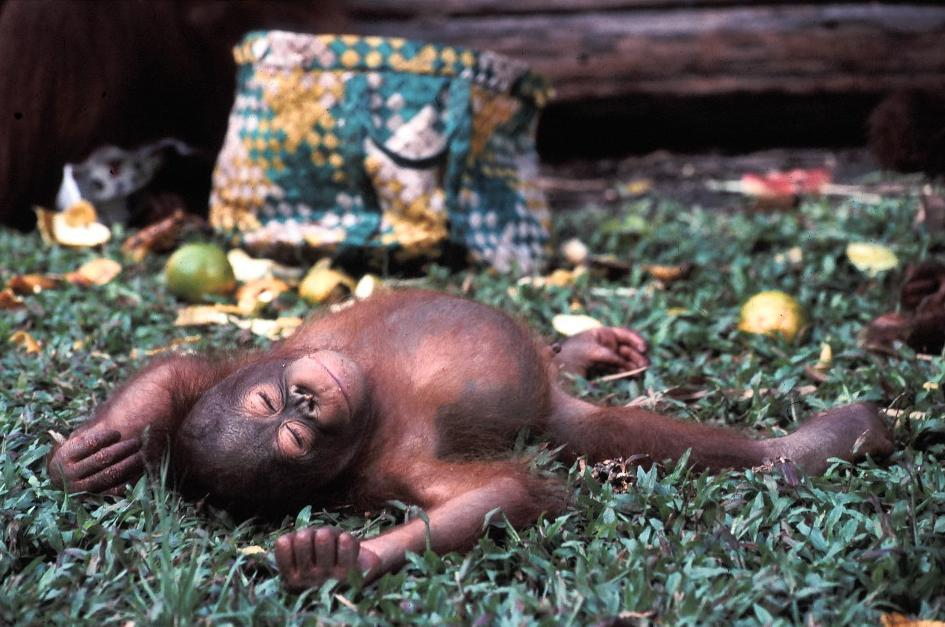
Дитинча орангутанга Кевін у притулку Nayaru Menteng під час сну

Після відвідин Борнео, у Нільсен виникла ідея створити новий притулок для орангутангів-сиріт у Центральному Калімантані. ЇЇ підтримав Віллі Смітс з фонду Borneo Orangutan Survival (BOS). У 1998 році Лоне заснувала проект реінтродукції орангутангів у Nyaru Menteng. Вона отримала дозвіл від Міністерства лісового господарства Індонезії, і у 1999 році Nyaru Menteng офіційно відкрив свої двері для перших орангутангів, які залишились сиротами та потребували допомоги.
Притулок був розрахований утримувати до 100 осиротілих орангутангів поки вони проходять реабілітацію. Окрім карантинних кліток, медичної клініки та розплідника, у притулку була велика територія лісу, де орангутанги могли засвоювати навички, необхідні для життя в дикій природі. Nyaru Menteng швидко став найбільшим проектом порятунку приматів у світі, що станом на 2009 рік опікував понад 600 осиротілих та переміщених орангутангів  та мав 200 співробітників .
Багато з цих орангутангів, коли прибували до притулку, були віком менше місяця та всі вони психологічно травмовані . Притулок не тільки рятує осиротілих орангутангів, які перебувають в основному у місцевих фермерів та нелегальних торговців домашніми тваринами, але розробив процес їх поступового повернення до дощового лісу Борнео.
Немовлят та молодих орангутангів, яких привозять до центру, цілодобово опікує команда «нянь». Коли вони трохи підростають, їх беруть до «лісової школи», де вони навчаються у супроводі персоналу лазити по деревах і виживати в лісі. У віці близько восьми років вони переселяються групами на сусідній острів як перший етап у їх вивільненні в дику природу
Нільсен жила поблизу рятувального центру Nyaru Menteng, керувала спеціалізованою клінікою ветеринарів та фельдшерів, а також найманими індонезійцями, які працюють неньками і доглядають за осиротілими орангутангами. У 2010 році вона була змушена залишити Борнео і повернулася до Європи через небезпечну для життя хворобу. Вона працювала старшим експертним радником міжнародної організації «Збережемо орангутангів», перебуваючи у Уельсі . З 2012 року періодично працює на  Борнео. У липні 2018 року Нільсен оприлюднила заяву у відповідь на коментарі щодо поведінки її колишньої організації-роботодавця Save Save Orangutan, пояснивши її перехід до Orangutan Land Trust.
Про притулок Nyaru Menteng виходила програма Orangutan Island на каналі Animal Planet, фільми на ВВС та Discovery Channel: Orangutan Island,  Orangutan diary, Saving Planet Earth and Growing Up… Orangutan. У 2008 Нільсен брала участь у австралійському документальному драми The Burning Season .

## Книги
У 2006 році Нільсен видала фотоальбом  From Forest Kindergarten to Freedom (Від лісового дитячого садка до свободи) англійською, німецькою та данською мовами . Це історія дорослішання двох орангутангів Емми та Еміля, яких виховують у реабілітаційному центрі та врешті-решт випускають у дику природу.